# Colonizarea planetei Mercur

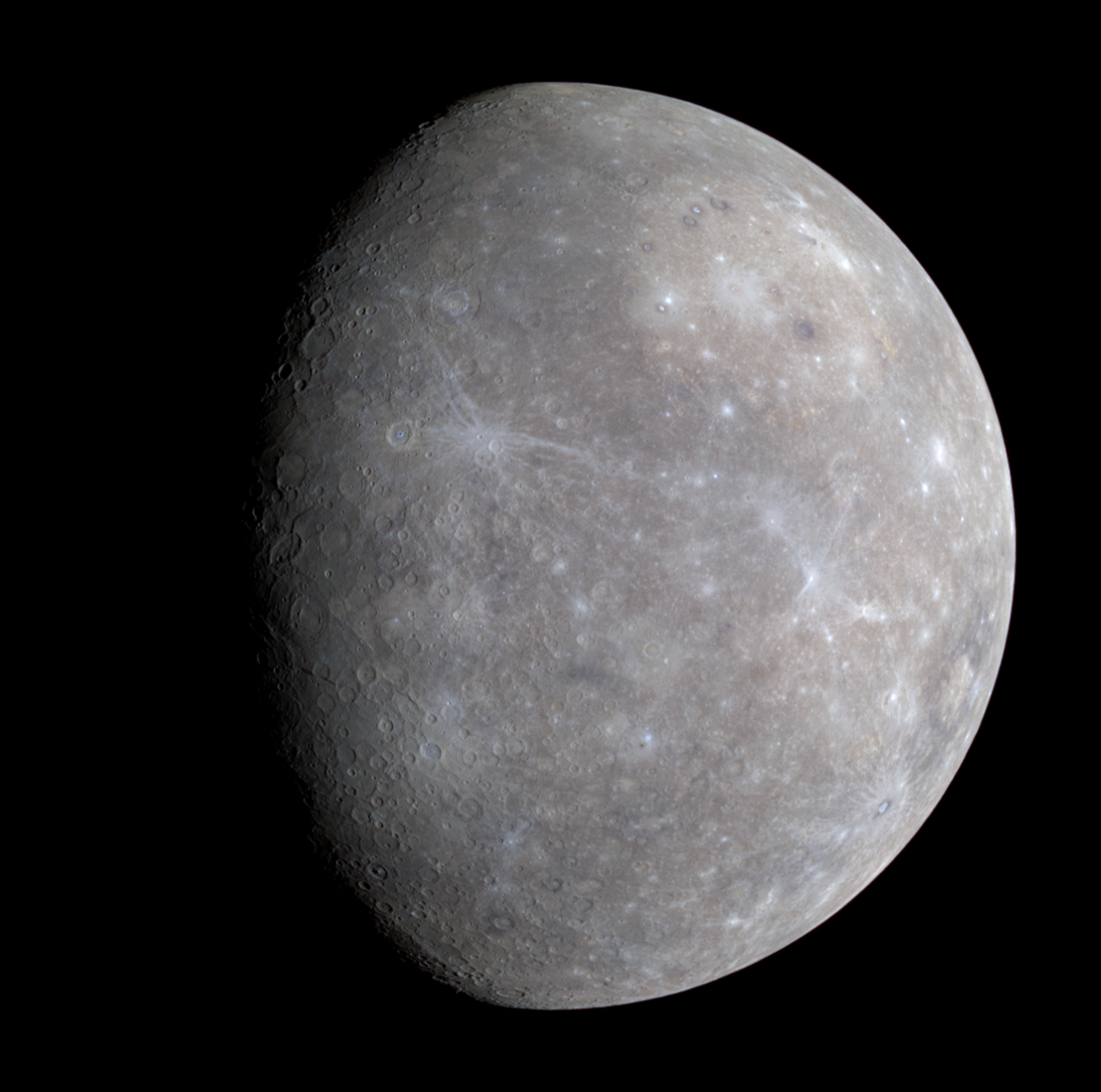
Mercur în culori reale

Mercur a fost sugerat ca o posibilă țintă pentru colonizarea spațiului din sistemul solar interior, împreună cu Marte, Venus, Luna și centura de asteroizi.

## Avantaje – dezavantaje

### +
Ca și Luna, Mercur nu are o atmosferă densă, este situat relativ aproape de Soare și efectuează o rotație înceată în jurul axei sale, care are o pantă foarte mică. De aceea, datorită similarității relativit mare, se crede că colonizarea lui Mercur poate fi realizată practic folosind aceleași tehnici și echipamente ca și-n cazul colonizării Lunii.

#### Polul nord al lui Mercur

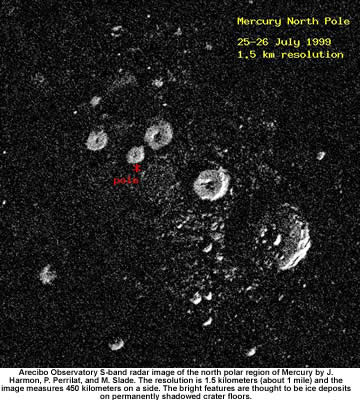
Polul nord al lui Mercur

Temperatura lui Mercur poate ajunge la 700 K (427 °C, 800 °F) în apropierea ecuatorului, suficient de fierbinte pentru a topi plumbul. Cu toate acestea, temperaturile din regiunile polare sunt mult mai reci, fiind mai puțin de 273 K (0 °C, 32 °F), datorită acestui lucru polii sunt locul cel mai potrivit pentru întemeierea unei viitoare colonii. 
Nu există îndoială că există depozite considerabile de gheață și, probabil, alte substanțe volatile în regiunile umbrite ale craterelor polare. Zonele polare nu suportă variațiile zilnice extreme de temperatură, comune zonelor ecuatoriale ale suprafeței lui Mercur. Din aceste motive n-ar fi mari dificultăți în menținerea structurilor de colonii în regiunile polare decât în altă parte pe Mercur.

#### Energia solară
Fiind cea mai apropiată planetă de Soare, Mercur are rezerve uriașe de energie solară. Cantitatea de energie solară pe o unitate de suprafață este de 9,13 kW/m² (pentru Pământ și Lună, 1.36 kW/m²). Deoarece înclinarea axei lui Mercur către axa de ecliptică este neglijabilă (aproximativ 0,01°), este posibil ca, în zonele înalte ale polilor să fie vârfuri de lumină veșnică. Chiar dacă nu sunt astfel de forme de relief, ele pot fi accesate cu ajutorul turnurilor înalte. De asemenea, este posibilă construirea unui inel închis de centrale electrice în zona polilor, capabile să asigure o aprovizionare continuă cu energie.

#### Resursele naturale
Se presupune că solul lui Mercur are o cantitate mare de heliu-3, care poate fi o sursă importantă de energie nepoluantă pe Pământ și un factor decisiv în dezvoltarea economică a sistemului solar în viitor. Mai mult, Mercur poate fi bogat în minereuri disponibile pentru extracție. Aceste minereu pot fi folosite în continuare pentru construirea de stații spațiale.

#### Gravitatea substanțială
Mercur este mai mare decât Luna (diametrul acestuia este 4,879 km, a Lunii = 3,476 km) și are o densitate mai mare ca urmare a miezului de fier masiv. Prin urmare, accelerația gravitațională a lui Mercur este de 0,377 g, ceea ce este de două ori mai mult decât la fel pentru Lună (0,1654 g) și este egală cu accelerația gravitațională la suprafața lui Marte. Datorită faptului că efectele pe termen lung ale gravității reduse ar avea un efect negativ asupra sănătății umane, Mercur este mult mai atractiv ca un obiect de ședere pe termen lung, decât Luna.

#### Câmpul magnetic
Mercur, având un miez de fier masiv, generează un câmp magnetic semnificativ. Deși puterea lui este de doar 1% din cea a Pământului, acesta captează o importantă parte a vântului solar și radiațiilor cosmice, reducând astfel radiația la suprafața planetei. Acesta oferă condiții mult mai favorabile pentru colonizare, cel puțin la nivelul orbitei joase, cum ar fi SSI.

### – Dezavantaje

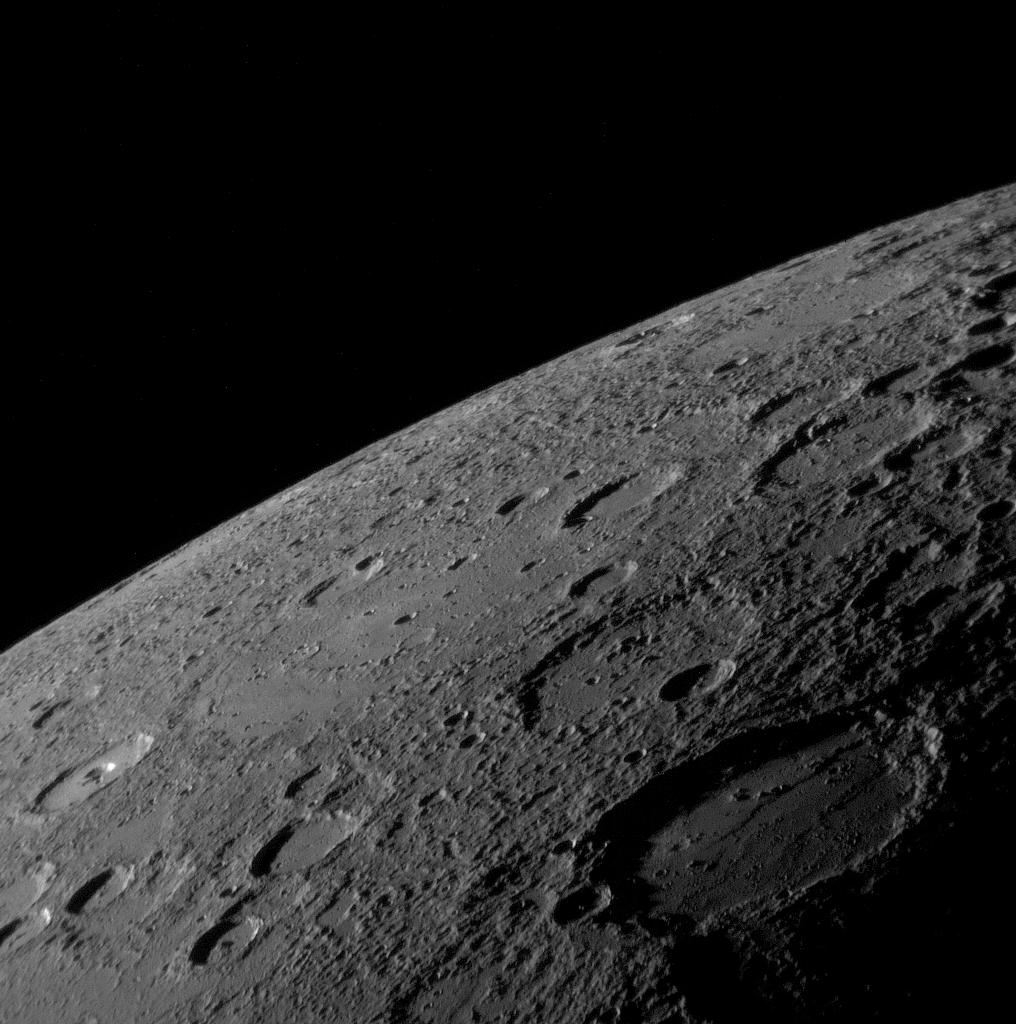
Mercur văzut de sonda MESSENGER în 2008

Lipsa aproape completă a atmosferei, apropierea extremă de Soare și durata mare a zilei (176 de zile terestre) pot deveni obstacole majore pentru colonizarea lui Mercur. Chiar și în prezența gheții la polii planetei, prezența elementelor ușoare necesare pentru viață, se pare a fi foarte puțin probabile.
În plus, Mercur este una dintre cele mai greu accesibile planete. Pentru un zbor spre Mercur trebuie să fie cheltuită o cantitate de energie comparabil cu zborul spre Pluton. Pentru a atinge Mercurul poate fi folosit o manevră gravitațională în apropiere de Venus și Pământ. De exemplu, sonda MESSENGER a efectuat șase manevre pentru a ajunge la orbita lui Mercur.

## Legături externe
- A Mercury Colony? An exposition of the case for colonizing Mercury in preference to other planets (specifically in preference to Mars), by physicist Jim Shifflett.